# Sarzora
Sarzora är en ort i Indien.   Den ligger i distriktet South Goa och delstaten Goa, i den sydvästra delen av landet, 1 500 km söder om huvudstaden New Delhi. Sarzora ligger 18 meter över havet och antalet invånare är 1 911.
Terrängen runt Sarzora är platt åt nordväst, men åt sydost är den kuperad. Runt Sarzora är det ganska tätbefolkat, med 160 invånare per kvadratkilometer. Närmaste större samhälle är Madgaon, 8,1 km nordväst om Sarzora. I omgivningarna runt Sarzora växer huvudsakligen savannskog.